# Eburodacrys vittata
Eburodacrys vittata là một loài bọ cánh cứng trong họ Cerambycidae.